# Florence (Montana)
Florence és una concentració de població designada pel cens dels Estats Units a l'estat de Montana. Segons el cens del 2000 tenia 901 habitants.

## Demografia
Segons el cens del 2000, Florence tenia 901 habitants, 323 habitatges, i 266 famílies. La densitat de població era de 73,7 habitants per km².
Dels 323 habitatges en un 39,3% hi vivien nens de menys de 18 anys, en un 70,6% hi vivien parelles casades, en un 8,7% dones solteres, i en un 17,6% no eren unitats familiars. En el 14,6% dels habitatges hi vivien persones soles el 5,3% de les quals corresponia a persones de 65 anys o més que vivien soles. El nombre mitjà de persones vivint en cada habitatge era de 2,79 i el nombre mitjà de persones que vivien en cada família era de 3,07.
Per edats la població es repartia de la següent manera: un 29,3% tenia menys de 18 anys, un 5,3% entre 18 i 24, un 28,4% entre 25 i 44, un 28,5% de 45 a 60 i un 8,4% 65 anys o més.
L'edat mediana era de 37 anys. Per cada 100 dones de 18 o més anys hi havia 96 homes.
La renda mediana per habitatge era de 39.286 $ i la renda mediana per família de 47.946 $. Els homes tenien una renda mediana de 29.219 $ mentre que les dones 20.795 $. La renda per capita de la població era de 17.626 $. Aproximadament el 9,2% de les famílies i el 17,3% de la població estaven per davall del llindar de pobresa.

## Poblacions properes
El següent diagrama mostra les poblacions més properes.